# Paramobekkasin
Paramobekkasin (latin: Gallinago nobilis) er en sneppefugl, der lever i Andesbjergene af Colombia og Ecuador.